# Ghatal
Ghatal là một thành phố và khu đô thị của quận Medinipur thuộc bang Tây Bengal, Ấn Độ.

## Địa lý
Ghatal có vị trí 22°40′B 87°43′Đ / 22,67°B 87,72°Đ Nó có độ cao trung bình là 5 mét (16 feet).

## Nhân khẩu
Theo điều tra dân số năm 2001 của Ấn Độ, Ghatal có dân số 51.586 người. Phái nam chiếm 52% tổng số dân và phái nữ chiếm 48%. Ghatal có tỷ lệ 76% biết đọc biết viết, cao hơn tỷ lệ trung bình toàn quốc là 59,5%: tỷ lệ cho phái nam là 83%, và tỷ lệ cho phái nữ là 69%. Tại Ghatal, 11% dân số nhỏ hơn 6 tuổi.